# Ignorant
Ignorant je tretji mikstejp slovenskega hip hop producenta YNGFireflyja. Izšel je 5. aprila 2019 v digitalni obliki v samozaložbi.
Bonus pesem, "Mladi ribič", je trap remiks uvodne pesmi otroške TV-serije Ribič Pepe z RTV Slovenija, ki sta jo napisala Jože Potrebuješ in Igor Ribič.

## Kritični odziv
Za Radio Študent je Žiga Pucelj o albumu napisal: "Ne glede na to, kako gledamo na trenutno tukajšnjo situacijo hip hopa, z malo res izvrstne produktivnosti ter veliko tejstmejkerske megle in branjenja utrdb, je Ignorant še ena pomenljiva refleksija aktualnega trenutka in mladih, ujetih v njem. Pomembno je tudi, da drugače od denimo izjemnega Troglava YNGFirefly tu uspe izvleči univerzalnejšega duha, ki predvsem v sodelovanju z Mitom, a tudi s širino pristopov in zrcaljenjem odrskega šraufanja pred bazenom bouncing življa – demonstrira bolj vsakdanjo, manj dramatizirano, manj enotno estetizirano dvojico kritičnega pristopa in ponočnjakarske realnosti mulca na globokih 808 basovskih kickih."
Ob koncu leta je bil album uvrščen na 24. mesto na seznam Domače naj Tolpe bumov™ leta 2019, seznam najboljših slovenskih albumov leta.

### Priznanja
| objava        | uvrstitev | seznam                            |
| ------------- | --------- | --------------------------------- |
| Radio Študent | 24.       | Domače naj Tolpe bumov™ leta 2019 |

## Seznam pesmi
| Št. | Naslov                                   | Dolžina |
| --- | ---------------------------------------- | ------- |
| 1.  | „Zaj pa paaaanika neeee‟ (intro skit)    | 0:49    |
| 2.  | „Bona dea‟ (feat. Mito)                  | 3:08    |
| 3.  | „Krvave mavrice‟ (feat. Tropski in Nite) | 2:58    |
| 4.  | „Deno 2000‟ (feat. Matter in Mito)       | 3:22    |
| 5.  | „Kaaaaj seeee deeeereš‟ (skit)           | 0:54    |
| 6.  | „Ubijem misli da zaspim‟                 | 3:21    |
| 7.  | „Abohhhh‟ (feat. Mito)                   | 3:15    |
| 8.  | „Kobi (Za Megliča)‟                      | 3:23    |
| 9.  | „1 % črna‟                               | 2:27    |
| 10. | „Antikvariat‟ (feat. Mito)               | 3:29    |
| 11. | „Hussler leta (Za Miheja)‟               | 2:01    |
| 12. | „Moral‟ (feat. Mito)                     | 4:36    |
| 13. | „Bufa (Za Pocija)‟                       | 3:29    |
| 14. | „Kaaaaj jeeee jaaaaneri‟ (outro skit)    | 1:42    |
| 15. | „Mladi ribič‟ (bonus pesem, s Čuki)      | 3:29    |

## Zasedba
- YNGFirefly – beati, aranžmaji, produkcija, miks beatov
- Mito – vokal
- Dario Nožić Serini - Dacho
- Luka Lah - Levanael
- Matej Tunja - Tunja